# Satyrus pictonica
Satyrus pictonica är en fjärilsart som beskrevs av Varin 1958. Satyrus pictonica ingår i släktet Satyrus och familjen praktfjärilar. Inga underarter finns listade.